# Federação Galega de Basquetebol
A Federação Galega de Basquetebol (FGB ou FEGABA) (em galego:  Federación Galega de Baloncesto) é o órgão dirigente do basquetebol na Galiza. A FGB ordena, dirige e planifica as actividades do basquetebol galego. Também organiza a Taça da Galiza de Basquetebol e as diferentes competições de todas as categorias. A FGB tem delegações na Corunha, Ferrol, Lugo, Ourense, Santiago de Compostela, Vigo e Vilagarcía de Arousa. Dirige também a Selecção Galega de Basquetebol.

## Competências
- Promover a prática do basquetebol na Galiza.
- Regular o regime jurídico e disciplinar dos clubes e associações.
- Formar a equipa técnica.
- Coordenar as diversas delegações.
- Regular e fazer cumprir o regime disciplinar.
- Atribuir e controlar os auxílios e subsídios para seus filiados.